# Храпочевка
Храпочевка — село в Прохоровском районе Белгородской области. Входит в состав Кривошеевского сельского поселения.

## География
Находится в северной части Белгородской области, в лесостепной зоне, в пределах юго-западного склона Среднерусской возвышенности, к северу от автодороги М2, на расстоянии примерно 13 километров (по прямой) к востоку-северо-востоку от Прохоровки, административного центра района. Абсолютная высота — 241 метр над уровнем моря.

### Климат
Климат характеризуется как умеренно континентальный, с относительно мягкой зимой и тёплым продолжительным летом. Среднегодовая температура воздуха — 5,4 °C. Средняя температура воздуха самого холодного месяца (января) — −9,2 °C; самого тёплого месяца (июля) — 16,4 — 24,3 °C. Безморозный период длится в среднем 155—160 дней. Годовое количество атмосферных осадков — 527—595 мм, из которых большая часть выпадает в тёплый период.

### Часовой пояс
Село Храпочевка как и вся Белгородская область, находится в часовой зоне МСК (московское время). Смещение применяемого времени относительно UTC составляет +3:00.

## История
Свою историю хутор Храпочевка начал с 30-х годов  XIX века. Кроме него на урочище Широком находился еще один хутор Грачевка. Первыми поселенцами были крестьяне сёл Ломово и Заячье. Изначально хутор назывался Храпачев.
По архивным данным на 1885 год в хуторе располагался 31 двор. Уже к 1890 году хутор насчитывал 182 жителя,  относился к  Корочанскому уезду Радьковской волости. На хуторе имелось 3 ветряные мельницы. До периода коллективизации на хуторе располагалось более 65 хозяйств. В 1929 году был организован колхоз им. Кирова, в 1930 году распался и создали новый -  «Красное знамя».Со временем ветряные мельницы были проданы или переданы другим колхозам Скороднянского района, а большая часть хозяйств переселена согласно плановому переселению и в село Гороховатку Изюмского района Харьковской области. Однако, в скором времени, большая часть вернулась обратно.  
В 1932 году в Храпачовке проживало 413 жителей.  
До Великой Отечественной войны в хуторе работала начальная школа. Только в 1947 году на хуторе появилось новое здание школы, в котором обучение проходило до 4-х классов.
В 1950-м году произошло слияние колхозов в один - колхоз им. Кагановича. В эти же года в Храпочевке строится клуб.

## Население
| 2002 | 2010 |
| ---- | ---- |
| 62   | ↗66  |

### Половой состав
По данным Всероссийской переписи населения 2010 года в гендерной структуре населения мужчины составляли 39,4 %, женщины — соответственно 60,6 %.

### Национальный состав
Согласно результатам переписи 2002 года, в национальной структуре населения русские составляли 87 %.